# Peter Scully
Peter Gerard Scully (Melbourne, 13 de enero de 1963) es un violador en serie, asesino y pederasta australiano, conocido por sus crímenes hacia varias menores de edad, desde 2011 hasta 2015. Actualmente se encuentra cumpliendo una cadena perpetua en Filipinas, por tráfico de pornografía infantil, por el asesinato de una niña de 12 años, y por la tortura y abuso sexual de al menos ocho niñas, incluyendo una niña de 1 año y medio de edad. En 2022 también se le condenó a 129 años de prisión.

## Actividades criminales
En 2011, Peter huyó de Melbourne, Australia, a las Filipinas después de ser acusado de múltiples delitos de fraude. Desde el sur de la isla filipina de Mindanao, se le acusa de haber creado una red internacional de pedófilos y asesinos llamada No Limits Fun (NLF) o en español: Diversión Sin Límites (DSL), y que ofrecía en la dark web a cambio de dinero (oscilando entre los 100 y 10.000 dólares), vídeos donde niñas son torturadas y abusadas sexualmente, entre ellos un vídeo titulado: Daisy's Destruction, metraje donde violan y torturan a una bebé de 18 meses de edad (en español: Destrucción de Daisy), este video fue el que lo haría conocido y que al mismo tiempo, lo llevaría a su detención.
El 20 de febrero de 2015 Scully fue arrestado en su casa alquilada en la ciudad de Malaybalay, después de que detectives descubrieran los restos de una chica adolescente, Rosie, enterrados bajo un apartamento que había arrendado anteriormente; en el mismo lugar, también hallaron a dos niñas atadas con cadenas en sus extremidades. Al parecer, la mató estrangulándola según los policías que fueron al apartamento por el socio de Scully, siendo una chica de 17 años, también fue una víctima previa de su abuso.
Las autoridades filipinas describieron el caso como el más horroroso y terrible que jamás hayan visto. Tras realizar la investigación, se apunta a que Scully y otros cómplices atraían a sus víctimas de los sectores más pobres con la promesa de enviarlas a la escuela o darles de comer. El NLF poseía clientes especialmente en Europa, Estados Unidos, Australia y en otras partes del mundo, en donde pagaban por Bitcoin. Entre sus cómplices se encuentra Maria Dorothea Chia Chi de 30 años, responsable de trata de personas y el asesinato directo de varias niñas en los vídeos y un colega que, presuntamente, huyó a Europa. Actualmente, Scully está encarcelado en las Filipinas condenado a prisión perpetua, pero varios miembros de la justicia del país solicitaron que fuera condenado a muerte, a pesar de que la pena de muerte en el país está abolida desde el 2005.